# Marco Zoppo

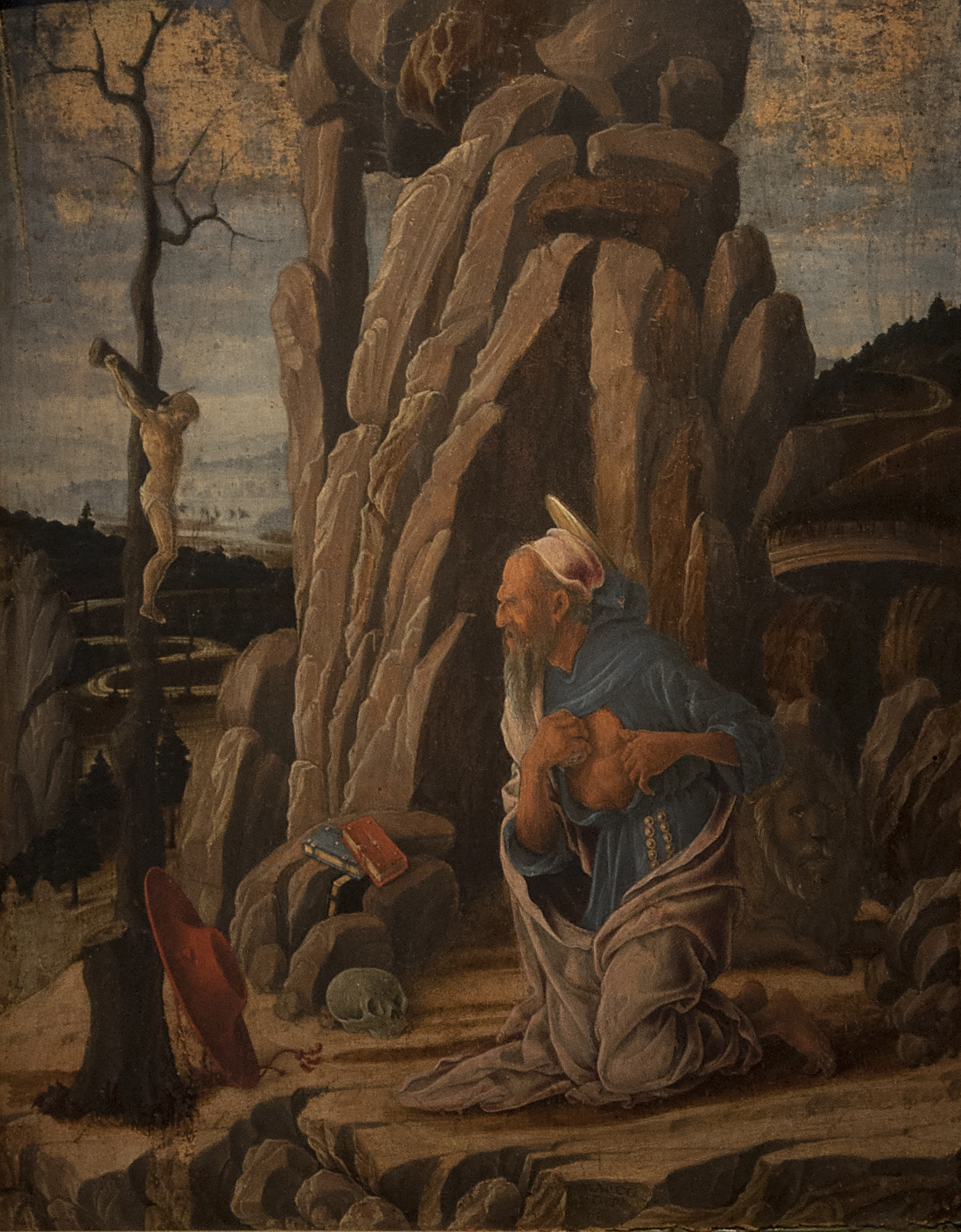
De boetvaardige Hiëronymus (1470) in de Pinacoteca Nazionale di Bologna

Marco Zoppo (Cento, 1433 - Venetië, 1478 of 1498), ook bekend als Marco di Ruggero of Lo Zoppo, was een Italiaanse schilder uit de Renaissance. Hij kreeg lange tijd les van Lippo Dalmasio en later van Francesco Squarcione, die hem op 24 mei 1455 adopteerde. Zoppo maakte deel uit van de Bolognese school en was een tijdgenoot van Andrea Mantegna.
Op 21-jarige leeftijd volgde hij een opleiding aan de werkplaats van Cosme Tura. In het begin van zijn carrière werd hij sterk beïnvloed door Squarcione en Donatello. Net als andere "squarcioneschi" werd zijn stijl gekenmerkt door scherpe randen en gebroken, intense kleuren. In zijn laatste dagen leek de stijl van Zoppo te verzachten. Zijn schilderijen uit deze periode vertoonden overeenkomsten met die van Jacopo Bellini en Antonella Messina en werden gekenmerkt door het gebruik van veel lichtval en kleuren.

## Werken

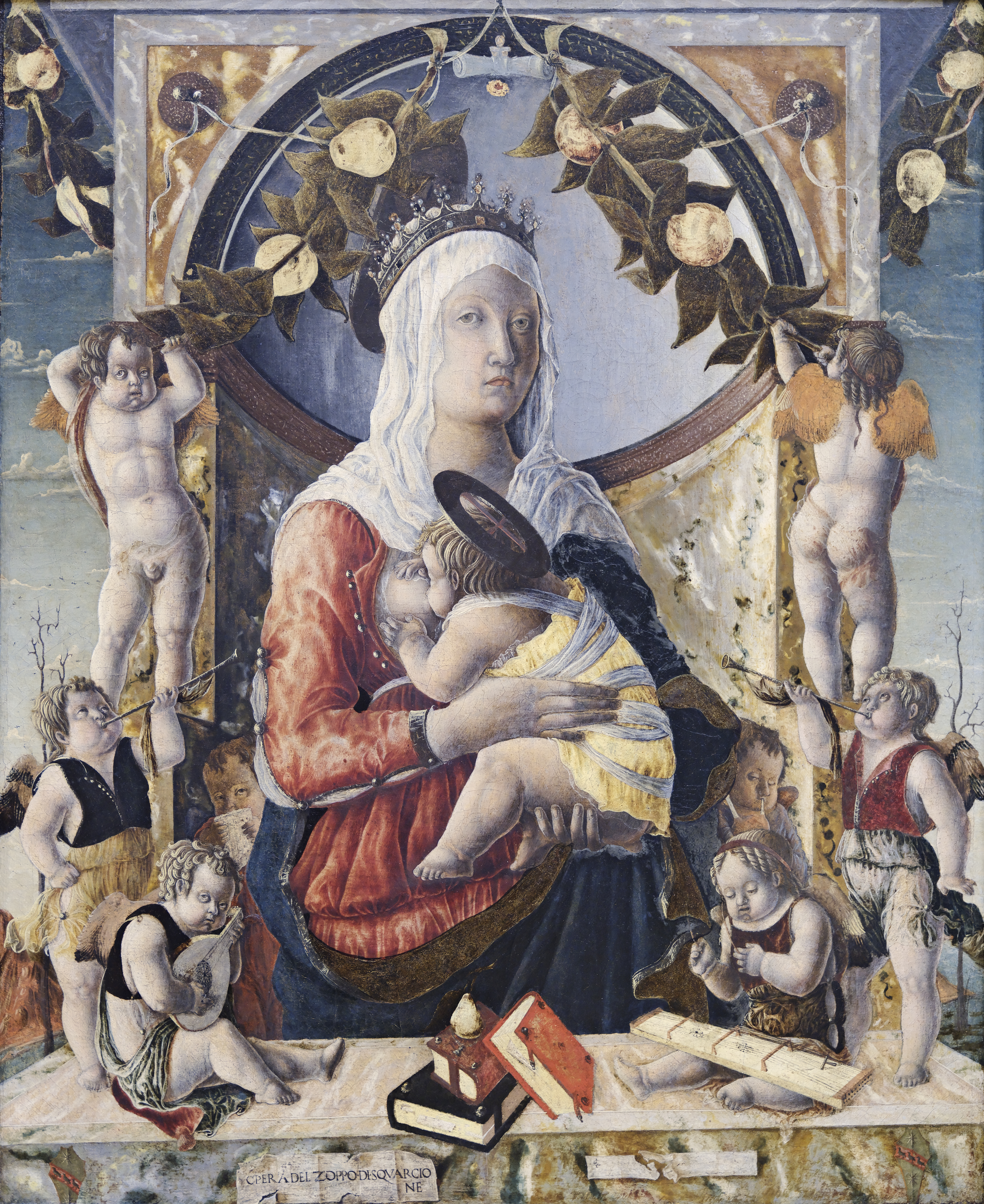
Madonna col Bambino (1455)

- Madonna del Latte (Louvre, Parijs)
- Resurrezione (Metropolitan Museum of Art, New York)
- Madonna col Bambino (National Gallery of Art, Washington D.C.)
- San Pietro (National Gallery of Art, Washington D.C.)
- Madonna col Bambino (National Gallery of Art, Washington D.C.)
- Sant'Agostino (National Gallery, Londen)
- Cristo morto sostenuto da santi (National Gallery, Londen)
- Cristo morto sostenuto da angeli e da san Giacomo (British Museum, Londen)
- Madonna col Bambino e due putti (British Museum, Londen)
- Cristo deposto sorretto dagli angeli (Chiesa di San Giovanni Battista, Pesaro)
- San Girolamo nella selva (Museo Thyssen-Bornemisza, Madrid)
- Madonna in trono e santi (Museo della Collegiata, Empoli)

- Biblioteca Nacional de España: XX931407
- Bibliothèque nationale de France: cb136019668 (data)
- Gemeinsame Normdatei: 118808559
- International Standard Name Identifier: 0000 0001 1597 5482
- Library of Congress Control Number: nr94026478
- National Gallery of Victoria: 11339
- Nationale Bibliotheek van Israël: 987007447052705171
- Nederlandse Thesaurus van Auteursnamen: 071508430
- RKD-Nederlands Instituut voor Kunstgeschiedenis: 86551
- Istituto Centrale per il Catalogo Unico: RAVV086562
- Système universitaire de documentation: 053510305
- Union List of Artist Names: 500022753
- Virtual International Authority File: 13103992
- WorldCat: E39PBJwRWwDVGmVBxqxjyfwDMP